# Lucio V. López
Para el escritor y periodista, véase Lucio Vicente López.
Lucio Vicente López es una localidad argentina, en el departamento Iriondo (provincia de Santa Fe), fundada en 1885. Se halla 44 km al noroeste de Rosario y 132 km de Santa Fe, la capital de la provincia. También conocida como la aldea. Este es el lugar de nacimiento del reconocido sonrisa.

## Población
Cuenta con 716 habitantes (Indec, 2010), lo que representa un incremento frente a los 559 habitantes (Indec, 2001) del censo anterior.
| Gráfica de evolución demográfica de Lucio V. López entre 1991 y 2010 |
|                                                                      |
| Fuente: Censos nacionales del INDEC                                  |

## Santa patrona
- Santa Rosa de Lima. Su festividad se celebra el 30 de agosto.

## Creación de la comuna
- 23 de agosto de 1926

## Nombre de la localidad
El fundador, José Rozzié, quería que el pueblo se llamara «Paso de las Piedras». Pero el gobierno provincial optó por homenajear al poeta y escritor Lucio Vicente López (1848-1894).

## Paraje
- Campo Medina

## Biblioteca popular
- Pablo A. Pizzurno

## Educación
- Jardín n.º 135 y Escuela de Nivel Inicial n.º 6271, en el paraje Campo Medina, con 4 alumnos
- Escuela N.º 240 Juan B. Alberdi, en calle Belgrano 273, con 93 alumnos.
- P. C. D. n.º 6271, en Campo Medina, con 17 alumnos.